# Поточок
Пото́чок — село в Україні, у Закарпатській області, Хустському районі. Входить до складу Горінчівської сільської громади.

## Історія
Перша згадка у 1900 році як Kispatak  
В 2013р був відкритий дитячий садочок (Поточанський НВК І ст.(дошкільне відділення) http://potoshok.klasna.com/uk/site/our-kindergarten.html [Архівовано 5 березня 2016 у Wayback Machine.].)  
Поточанська початкова школа І-ІІІ ступенів.  
В селі проживають в основному молоді сім'ї віком від 20-40 років, старих людей практично нема, жінки займаються вихованням дітей, працюють на городах, збирають ягоди, а чоловіки в основному на сезонних роботах.  
В 2014 році відкритий храм на честь Всіх Святих, у кінці 2014 року почали будувати новий великий храм.

## Туристичні місця
- село розташоване між 2 горами, а посередині протікає річка Чеховець
- храм на честь Всіх Святих